# Theo Migchelsen
Theo Migchelsen (Harderwijk, 13 december 1969) is een voormalig Nederlands voetballer die als doelman speelde en gedurende zijn carrière uitkwam voor FC Groningen, SC Heerenveen, Emmen en VVV. Bij die laatste club beëindigde hij zijn carrière wegens blessureleed. De op 26 mei 2020 overleden oud-voetbalster Liesbeth Migchelsen was een zus van hem.

## Clubstatistieken
| Seizoen | Club          | Land      | Competitie     | Duels | Goals |
| ------- | ------------- | --------- | -------------- | ----- | ----- |
| 1989/90 | FC Groningen  | Nederland | Eredivisie     | 0     | 0     |
| 1990/91 | FC Groningen  | Nederland | Eredivisie     | 2     | 0     |
| 1991/92 | FC Groningen  | Nederland | Eredivisie     | 0     | 0     |
| 1992/93 | sc Heerenveen | Nederland | Eerste divisie | 0     | 0     |
| 1993/94 | Emmen         | Nederland | Eerste divisie | 34    | 0     |
| 1994/95 | Emmen         | Nederland | Eerste divisie | 33    | 0     |
| 1995/96 | Emmen         | Nederland | Eerste divisie | 32    | 0     |
| 1996/97 | Emmen         | Nederland | Eerste divisie | 34    | 0     |
| 1997/98 | Emmen         | Nederland | Eerste divisie | 32    | 0     |
| 1998/99 | Emmen         | Nederland | Eerste divisie | 19    | 0     |
| 1999/00 | Emmen         | Nederland | Eerste divisie | 24    | 0     |
| 2000/01 | Emmen         | Nederland | Eerste divisie | 0     | 0     |
| 2000/01 | VVV           | Nederland | Eerste divisie | 9     | 0     |
| Totaal  | Totaal        | Totaal    | Totaal         | 219   | 0     |